# Bittacus vumbanus
Bittacus vumbanus is een schorpioenvlieg uit de familie van de hangvliegen (Bittacidae). De wetenschappelijke naam van de soort is voor het eerst geldig gepubliceerd door Smithers in 1960.
De soort komt voor in Zimbabwe.